# 幸燿
株式会社幸燿（こうよう）は、香川県高松市に本社を置く、医薬品の卸売を行う会社である。四国地方全域を営業エリアとする。また東邦薬品の共創未来グループの一社でもある。

## 沿革
- 1946年4月：香川県高松市にて讃岐薬品を創業。
- 1946年11月：高知市において梅花堂薬品を創業。
- 1997年7月：東京都の大森薬品、高田東栄薬品、宮城県のフタミ薬品、大阪府の天泉三丘薬品、大阪薬品、京都府の京西堂、和歌山県の和歌山薬品、鳥取県のサンコー薬品、徳島県のトクヤク、愛媛県の愛薬、福岡県の福岡薬品の以上11社が合併。オオモリ薬品を設立。
- 2001年10月：オオモリ薬品から四国地方の営業権を分割。オオモリ薬品四国を設立。それと同時に讃岐薬品、オオモリ薬品四国、梅花堂薬品の三社が業務提携。翌2002年4月、合併して現社名に商号変更。
- 2003年7月：東邦薬品と業務提携。
- 2005年10月：東邦薬品株式会社と資本提携。子会社となる。また同月、薬粧部門・動物薬部門・ヘルスサポート部門を分社化。同じ高松市の翼に譲渡。

## 営業拠点
- 本社／香川営業部：高松営業所、西讃営業所（善通寺市）、土庄連絡所
- 徳島営業部：徳島営業所
- 高知営業部：高知営業所、中村営業所（四万十市）
- 愛媛営業部：松山営業所、大洲営業所、宇和島営業所、今治営業所、新居浜営業所

## 主な取引メーカー
- アステラス製薬
- アルフレッサ
- エーザイ
- 大塚製薬
- キッセイ薬品工業
- 協和発酵キリン
- グラクソ・スミスクライン
- 興和創薬
- 参天製薬
- 塩野義製薬
- 第一三共
- 大鵬薬品
- 田辺三菱製薬
- ツムラ
- テルモ
- 鳥居薬品
- ノバルティス
- ファイザー